# Lozna (Czarnogóra)
Lozna (cyr. Лозна) – wieś w Czarnogórze, w gminie Bijelo Polje. W 2011 roku liczyła 523 mieszkańców.